# HC Oceláři Třinec v české hokejové extralize 1997/1998

## Zajímavosti
- V sezoně 1997/1998 byl v semifinálovém utkání ve Vítkovicích zraněn nevybíravým zákrokem Vítkovickým obráncem Vítězslavem Škutou Roman Kaděra (Třinec vyhrál 4 : 0)

## Základní část

### HC Becherovka Karlovy Vary
- HC Becherovka Karlovy Vary – HC Železárny Třinec 1 : 5 (1 : 2, 0 : 2, 0 : 1) - hetrik Ľubomír Sekeráš
- HC Železárny Třinec - HC Becherovka Karlovy Vary 6 : 6 PP (2 : 0, 1 : 4, 3 : 2)
- HC Becherovka Karlovy Vary – HC Železárny Třinec 3 : 3 PP (0 : 0, 1 : 0, 2 : 3)
- HC Železárny Třinec - HC Becherovka Karlovy Vary 7 : 6 (0 : 2, 5 : 3, 2 : 1)

### HC Velvana Kladno
- HC Velvana Kladno - HC Železárny Třinec 2 : 4 (0 : 1, 2 : 1, 0 : 2)
- HC Železárny Třinec – HC Velvana Kladno 2 : 0 (0 : 0, 1 : 0, 1 : 0)
- HC Velvana Kladno - HC Železárny Třinec 4 : 0 (2 : 0, 1 : 0, 1 : 0)
- HC Železárny Třinec – HC Velvana Kladno 6 : 3 (1 : 0, 3 : 2, 2 : 1)

### HC Sparta Praha
- HC Sparta Praha – HC Železárny Třinec 3 : 3 PP (2 : 0, 0 : 1, 1 : 2)
- HC Železárny Třinec - HC Sparta Praha 3 : 1 (1 : 0, 2 : 1, 0 : 0)
- HC Sparta Praha – HC Železárny Třinec 4 : 2 (3 : 0, 0 : 0, 1 : 2)
- HC Železárny Třinec - HC Sparta Praha 4 : 2 (3 : 0, 0 : 1, 1 : 1)

### HC IPB Pojišťovna Pardubice
- HC IPB Pojišťovna Pardubice - HC Železárny Třinec 1 : 5 (0 : 0, 1 : 0, 0 : 5) 100.zápas HC Oceláři Třinec v extralize
- HC Železárny Třinec - HC IPB Pojišťovna Pardubice 6 : 2 (1 : 1, 3 : 0, 2 : 1)
- HC IPB Pojišťovna Pardubice - HC Železárny Třinec 1 : 5 (0 : 3, 1 : 1, 0 : 1)
- HC Železárny Třinec - HC IPB Pojišťovna Pardubice 5 : 2 (1 : 0, 2 : 1, 2 : 1)

### HC Slezan Opava
- HC Železárny Třinec - HC Slezan Opava 6 : 2 (4 : 0, 1 : 1, 1 : 1)
- HC Slezan Opava - HC Železárny Třinec 2 : 2 (1 : 0, 0 : 2, 1 : 0)
- HC Železárny Třinec - HC Slezan Opava 6 : 2 (1 : 1, 4 : 0, 1 : 1)
- HC Slezan Opava - HC Železárny Třinec 3 : 4 (0 : 1, 2 : 2, 1 : 1)

### HC České Budějovice
- HC Železárny Třinec - HC České Budějovice 3 : 5 (1 : 2, 2 : 2, 0 : 1)
- HC České Budějovice – HC Železárny Třinec 7 : 1 (2 : 1, 2 : 0, 3 : 0)
- HC Železárny Třinec - HC České Budějovice 4 : 4 PP (0 : 1, 3 : 1, 1 : 2)
- HC České Budějovice – HC Železárny Třinec 7 : 2 (1 : 1, 4 : 1, 2 : 0)

### HC ZPS Barum Zlín
- HC Železárny Třinec - HC ZPS Barum Zlín 6 : 4 (3 : 0, 1 : 3, 2 : 1)
- HC ZPS Barum Zlín – HC Železárny Třinec 4 : 6 (0 : 1, 1 : 2, 3 : 3)
- HC Železárny Třinec - HC ZPS Barum Zlín 5 : 3 (2 : 1, 2 : 1, 1 : 1)
- HC ZPS Barum Zlín – HC Železárny Třinec 5 : 2 (1 : 0, 3 : 1, 1 : 1)

### HC Dukla Jihlava
- HC Dukla Jihlava - HC Železárny Třinec 0 : 1 (0 : 0, 0 : 1, 0 : 0)
- HC Železárny Třinec – HC Dukla Jihlava 5 : 3 (2 : 0, 2 : 2, 1 : 1)
- HC Dukla Jihlava - HC Železárny Třinec 1 : 1 PP (0 : 0, 0 : 1, 1 : 0)
- HC Železárny Třinec – HC Dukla Jihlava 3 : 3 PP (1 : 2, 1 : 0, 1 : 1)

### HC Slavia Praha
- HC Železárny Třinec - HC Slavia Praha 3 : 7 (2 : 1, 0 : 3, 1 : 3)
- HC Slavia Praha – HC Železárny Třinec 1 : 6 (0 : 2, 0 : 3, 1 : 1)
- HC Železárny Třinec - HC Slavia Praha 3 : 1 (0 : 1, 0 : 0, 3 : 0)
- HC Slavia Praha – HC Železárny Třinec 5 : 5 PP (1 : 1, 3 : 3, 1 : 1)

### HC Keramika Plzeň
- HC Železárny Třinec – HC Keramika Plzeň 2 : 1 (1 : 1, 1 : 0, 0 : 0)
- HC Keramika Plzeň – HC Železárny Třinec 4 : 4 PP (1 : 1, 0 : 1, 3 : 2)
- HC Železárny Třinec – HC Keramika Plzeň 7 : 4 (0 : 2, 4 : 1, 3 : 1)
- HC Keramika Plzeň – HC Železárny Třinec 4 : 6 (2 : 1, 0 : 4, 2 : 1)

### HC Vítkovice
- HC Vítkovice - HC Železárny Třinec 3 : 0 (0 : 0, 2 : 0, 1 : 0)
- HC Železárny Třinec - HC Vítkovice 4 : 2 (2 : 2, 1 : 0, 1 : 0)
- HC Vítkovice - HC Železárny Třinec 4 : 1 (1 : 0, 2 : 0, 1 : 1)
- HC Železárny Třinec - HC Vítkovice 6 : 4 (2 : 1, 2 : 2, 2 : 1)

### HC Chemopetrol Litvínov
- HC Železárny Třinec – HC Chemopetrol Litvínov 2 : 2 PP (2 : 2, 0 : 0, 0 : 0)
- HC Chemopetrol Litvínov – HC Železárny Třinec 9 : 0 (2 : 0, 4 : 0, 3 : 0)
- HC Železárny Třinec – HC Chemopetrol Litvínov 6 : 0 (1 : 0, 3 : 0, 2 : 0)
- HC Chemopetrol Litvínov - HC Železárny Třinec 0 : 0 PP (0 : 0, 0 : 0, 0 : 0)

### HC Petra Vsetín
- HC Petra Vsetín – HC Železárny Třinec 2 : 1 (2 : 1, 0 : 0, 0 : 0)
- HC Železárny Třinec – HC Petra Vsetín 3 : 1 (1 : 0, 1 : 0, 1 : 1)
- HC Petra Vsetín – HC Železárny Třinec 2 : 5 (1 : 3, 0 : 2, 1 : 0)
- HC Železárny Třinec – HC Petra Vsetín 2 : 4 (1 : 0, 1 : 2, 0 : 2)

## Play-off -Sezona 1997 / 1998
|  | Čtvrtfinále  | Čtvrtfinále  |           |   | Semifinále | Semifinále |  |  | Finále | Finále |
|  |              |              |           |   |            |            |  |  |        |        |
|  |              |              |           |   |            |            |  |  |        |        |
|  | Vsetín       | 3            |           |   |            |            |  |  |        |        |
|  | Vsetín       | 3            |           |   |            |            |  |  |        |        |
|  | Pardubice    | 0            |           |   |            |            |  |  |        |        |
|  | Pardubice    | 0            | Vsetín    | 3 |            |            |  |  |        |        |
|  |              |              | Vsetín    | 3 |            |            |  |  |        |        |
|  |              | Sparta Praha | 1         |   |            |            |  |  |        |        |
|  | Plzeň        | Sparta Praha | 1         | 2 |            |            |  |  |        |        |
|  | Plzeň        |              |           | 2 |            |            |  |  |        |        |
|  | Sparta Praha | 3            |           |   |            |            |  |  |        |        |
|  | Sparta Praha | 3            | Vsetín    | 3 |            |            |  |  |        |        |
|  |              |              | Vsetín    | 3 |            |            |  |  |        |        |
|  |              | Třinec       | 0         |   |            |            |  |  |        |        |
|  | Vítkovice    | Třinec       | 0         | 3 |            |            |  |  |        |        |
|  | Vítkovice    |              |           | 3 |            |            |  |  |        |        |
|  | Litvínov     | 1            |           |   |            |            |  |  |        |        |
|  | Litvínov     | 1            | Vítkovice | 2 |            |            |  |  |        |        |
|  |              |              | Vítkovice | 2 |            |            |  |  |        |        |
|  |              | Třinec       | 3         |   |            |            |  |  |        |        |
|  | Třinec       | Třinec       | 3         | 3 |            |            |  |  |        |        |
|  | Třinec       |              |           | 3 |            |            |  |  |        |        |
|  | Slavia Praha | 2            |           |   |            |            |  |  |        |        |
|  | Slavia Praha | 2            |           |   |            |            |  |  |        |        |

## Play off

### HC Železárny Třinec-HC Slavia Praha3:2 na zápasy
1. utkání
|  | HC Železárny Třinec | 4 - 3         | HC Slavia Praha |  |
|  | HC Železárny Třinec | (2:1,1:0,1:2) | HC Slavia Praha |  |

| Souhrn zápasu Report | Souhrn zápasu Report                                                | Souhrn zápasu Report | Souhrn zápasu Report                                       | Souhrn zápasu Report |
| -------------------- | ------------------------------------------------------------------- | -------------------- | ---------------------------------------------------------- | -------------------- |
|                      | 13. Richard Král 18. Viktor Ujčík 30. Roman Kaděra 47. Viktor Ujčík |                      | 12. Vladimír Machulda 49. Jiří Doležal 58. Tomáš Kucharčík |                      |

2. utkání
|  | HC Železárny Třinec | 3 - 4         | HC Slavia Praha |  |
|  | HC Železárny Třinec | (1:1,1:3,1:0) | HC Slavia Praha |  |

| Souhrn zápasu Report | Souhrn zápasu Report                            | Souhrn zápasu Report | Souhrn zápasu Report                                                        | Souhrn zápasu Report |
| -------------------- | ----------------------------------------------- | -------------------- | --------------------------------------------------------------------------- | -------------------- |
|                      | 6. Jozef Daňo 27. Tomáš Chlubna 43. Jan Peterek |                      | 2. Tomáš Kucharčík 22. Robert Kostka 28. Vladimír Machulda 34. Marián Kacíř |                      |

3. utkání
|  | HC Slavia Praha | 4 - 5 SN          | HC Železárny Třinec |  |
|  | HC Slavia Praha | (2:3,2:1,0:0,0:0) | HC Železárny Třinec |  |

| Souhrn zápasu Report | Souhrn zápasu Report                                          | Souhrn zápasu Report | Souhrn zápasu Report                                                                               | Souhrn zápasu Report |
| -------------------- | ------------------------------------------------------------- | -------------------- | -------------------------------------------------------------------------------------------------- | -------------------- |
|                      | 10. Doležal 18. Marián Kacíř 27. Michal Sup 34. Martin Bakula |                      | 1. Ladislav Lubina 9. Viktor Ujčík 15. Richard Král 25. Ladislav Lubina rozhodující SN Jan Peterek |                      |

4. utkání
|  | HC Slavia Praha | 7 - 4         | HC Železárny Třinec |  |
|  | HC Slavia Praha | (3:2,1:1,3:1) | HC Železárny Třinec |  |

| Souhrn zápasu Report | Souhrn zápasu Report                                                                                           | Souhrn zápasu Report | Souhrn zápasu Report                                              | Souhrn zápasu Report |
| -------------------- | --- | -------------------- | ----------------------------------------------------------------- | -------------------- |
|                      | 10. Petr Kadlec 15. Marián Kacíř 19. Kupka 37. Marián Kacíř 42. Michal Sup 57. Tomáš Kucharčík 60. Jiří Poukar |                      | 1. Jiří Kuntoš 11. Viktor Ujčík 25. Richard Král 55. Richard Král |                      |

5. utkání
|  | HC Železárny Třinec | 7 - 0         | HC Slavia Praha |  |
|  | HC Železárny Třinec | (1:0,3:0,3:0) | HC Slavia Praha |  |

| Souhrn zápasu Report | Souhrn zápasu Report | Souhrn zápasu Report | Souhrn zápasu Report | Souhrn zápasu Report |
| -------------------- | --- | -------------------- | -------------------- | -------------------- |
|                      | 7. Tomáš Chlubna 23. Ladislav Lubina 28. Ladislav Lubina 38. Viktor Ujčík 47. Tomáš Chlubna 50. Viktor Ujčík 51. Aleš Zima |                      |                      |                      |

### HC Železárny Třinec-HC Vítkovice3:2 na zápasy
1. utkání
|  | HC Vítkovice | 6 - 5         | HC Železárny Třinec |  |
|  | HC Vítkovice | (3:3,2:1,1:1) | HC Železárny Třinec |  |

| Souhrn zápasu Report | Souhrn zápasu Report                                                                                                   | Souhrn zápasu Report | Souhrn zápasu Report                                                                     | Souhrn zápasu Report |
| -------------------- | --- | -------------------- | ---------------------------------------------------------------------------------------- | -------------------- |
|                      | 13. Alexander Prokopjev 14. Aleš Krátoška 16. Libor Polášek 26. Alexander Čerbajev 36. David Moravec 50. Roman Šimíček |                      | 10. Tomáš Chlubna 10. Richard Král 20. Ladislav Lubina 34. Roman Kaděra 60. Roman Kaděra |                      |

2. utkání
|  | HC Vítkovice | 0 - 4         | HC Železárny Třinec |  |
|  | HC Vítkovice | (0:3,0:1,0:0) | HC Železárny Třinec |  |

| Souhrn zápasu Report | Souhrn zápasu Report | Souhrn zápasu Report | Souhrn zápasu Report                                                | Souhrn zápasu Report |
| -------------------- | -------------------- | -------------------- | ------------------------------------------------------------------- | -------------------- |
|                      |                      |                      | 4. Tomáš Chlubna 5. Ladislav Lubina 16. Jiří Kuntoš 36. Jan Peterek |                      |

3. utkání
|  | HC Železárny Třinec | 3 - 1         | HC Vítkovice |  |
|  | HC Železárny Třinec | (0:0,2:0,1:1) | HC Vítkovice |  |

| Souhrn zápasu Report | Souhrn zápasu Report                             | Souhrn zápasu Report | Souhrn zápasu Report | Souhrn zápasu Report |
| -------------------- | ------------------------------------------------ | -------------------- | -------------------- | -------------------- |
|                      | 28. Petr Folta 31. Richard Král 59. Viktor Ujčík |                      | 47. David Moravec    |                      |

4. utkání
|  | HC Železárny Třinec | 1 - 4         | HC Vítkovice |  |
|  | HC Železárny Třinec | (1:2,0:2,0:0) | HC Vítkovice |  |

| Souhrn zápasu Report | Souhrn zápasu Report | Souhrn zápasu Report | Souhrn zápasu Report                                                        | Souhrn zápasu Report |
| -------------------- | -------------------- | -------------------- | --------------------------------------------------------------------------- | -------------------- |
|                      | 9. Richard Král      |                      | 11. David Moravec 11. Libor Polášek 25. Roman Šimíček 31. Dmitrij Jerofejev |                      |

5. utkání
|  | HC Vítkovice | 1 - 4         | HC Železárny Třinec |  |
|  | HC Vítkovice | (0:0,1:2,0:2) | HC Železárny Třinec |  |

| Souhrn zápasu Report | Souhrn zápasu Report | Souhrn zápasu Report | Souhrn zápasu Report                                               | Souhrn zápasu Report |
| -------------------- | -------------------- | -------------------- | ------------------------------------------------------------------ | -------------------- |
|                      | 31. David Moravec    |                      | 22. Viktor Ujčík 37. Richard Král 49. Jozef Daňo 54. Zdeněk Sedlák |                      |

### HC Železárny Třinec-HC Petra Vsetín0:3 na zápasy
1. utkání
|  | HC Petra Vsetín | 5 - 1         | HC Železárny Třinec |  |
|  | HC Petra Vsetín | (1:1,1:0,3:0) | HC Železárny Třinec |  |

| Souhrn zápasu Report | Souhrn zápasu Report                                                      | Souhrn zápasu Report | Souhrn zápasu Report | Souhrn zápasu Report |
| -------------------- | ------------------------------------------------------------------------- | -------------------- | -------------------- | -------------------- |
|                      | 4 Jiří Dopita 33 Jiří Veber 42 Tomáš Kapusta 44 Jiří Dopita 51 Jiří Veber |                      | 18 Petr Jančařík     |                      |

2. utkání
|  | HC Petra Vsetín | 4 - 1         | HC Železárny Třinec |  |
|  | HC Petra Vsetín | (0:0,1:1,3:0) | HC Železárny Třinec |  |

| Souhrn zápasu Report | Souhrn zápasu Report                                            | Souhrn zápasu Report | Souhrn zápasu Report | Souhrn zápasu Report |
| -------------------- | --------------------------------------------------------------- | -------------------- | -------------------- | -------------------- |
|                      | 40 Tomáš Sršeň 42 Radek Bělohlav 52 Jiří Dopita 53 Ivan Padělek |                      | 21 Ľubomír Sekeráš   |                      |

3. utkání
|  | HC Železárny Třinec | 1 - 3         | HC Petra Vsetín |  |
|  | HC Železárny Třinec | (0:1,1:1,0:1) | HC Petra Vsetín |  |

| Souhrn zápasu Report | Souhrn zápasu Report | Souhrn zápasu Report | Souhrn zápasu Report                             | Souhrn zápasu Report |
| -------------------- | -------------------- | -------------------- | ------------------------------------------------ | -------------------- |
|                      | 25 Tomáš Chlubna     |                      | 14 Josef Beránek 35 Jiří Dopita 60 Alexej Jaškin |                      |

### Statistiky HC Železárny Třinec
| Základní část | Základní část | Základní část | Základní část | Play off | Play off | Play off | Play off |
| Ročník        | Útočníci      | Obránci       | Brankáři      | Útočníci | Obránci  | Brankáři |          |
| ------------- | ------------- | ------------- | ------------- | -------- | -------- | -------- | -------- |
| 1997/1998     | Zde           | Zde           | Zde           | Zde      | Zde      | Zde      |          |

## Hráli za Třinec
- Brankáři Radovan Biegl (43 ZČ + 13 play off) • Vlastimil Lakosil (16 ZČ + 1 play off) • Jiří Trvaj (2 ZČ + 0 play off) • Jozef Lucák (0)
- Obránci Ľubomír Sekeráš • Jiří Kuntoš • Stanislav Pavelec • Miroslav Číhal • Petr Gřegořek • Petr Jančařík • Robert Kántor • Filip Štefanka • Marek Tichý • Michal Slavík • Patrik Hučko
- Útočníci Roman Kaděra • Jozef Daňo • Richard Král • Viktor Ujčík • Aleš Zima • Jan Peterek • Ladislav Lubina –  • Tomáš Chlubna • Petr Folta • Josef Štraub • Marek Zadina • Zdeněk Sedlák • Roman Kontšek • Arpád Gyori • Vladimír Machulda
- Hlavní trenér Alois Hadamczik